# ورلو، اوب
ورلو (به صربی: Vrelo) یک منطقهٔ مسکونی در صربستان است که در Ub Municipality واقع شده‌است.
 ورلو ۲۴٫۳۶ کیلومتر مربع مساحت و ۱٬۵۰۳ نفر جمعیت دارد و ۱۰۱ متر بالاتر از سطح دریا واقع شده‌است.